# Pascal Cygan
Pascal Cygan (Lens, Frankrijk; 29 april 1974) is een voormalig Frans voetballer.

## Biografie

### Voetballer
Cygan startte zijn carrière bij E.S. Wasquehall (1994-1995), waarna hij getransfereerd werd naar Lille OSC . Voor deze ploeg speelde hij zeven seizoenen waarvan de eerste twee in de eerste afdeling, daarna drie in de tweede afdeling om ten slotte voor twee seizoenen terug te keren naar de eerste afdeling. Tijdens zijn laatste seizoen (2001-2002) maakte hij zijn Europees debuut (10 wedstrijden) en werd hij verkozen tot beste speler van de Franse Liga. Tijdens de tweede fase van zijn carrière vertoefde hij in Engeland bij Arsenal FC. Voor deze ploeg speelde hij vier seizoenen waarin hij zijn grootste successen behaalde met één kampioenstitel en twee bekers.
Ten slotte sloot hij vanaf 2006-2007 zijn carrière af in Spanje bij Villarreal CF en FC Cartagena. Na twee succesvolle seizoenen bij eerstgenoemde in Primera División, kende hij een moeilijk derde seizoen, waarna hij verhuisde naar het net naar Segunda División A gepromoveerde FC Cartagena. Bij deze ploeg was hij tijdens het eerste seizoen 2009-2010, ondanks twee blessures, een van de smaakmakers van het succes, want de ploeg had lang uitzicht op promotie naar de hoogste afdeling van het Spaanse voetbal en eindigde uiteindelijk op een mooie vijfde plaats.  Ook tijdens zijn tweede seizoen 2010-2011 wierp hij zich op als een van de belangrijke basisspelers.  Maar toen de ploeg op het einde van het seizoen minder goed ging draaien en uiteindelijk maar dertiende eindigde, besliste de voorzitter om de contracten van de oudere spelers niet meer te verlengen.  Door deze beslissing zag Cygan geen enkele andere mogelijkheid dan zijn voetbalschoenen aan de haak te hangen.

### Trainer
Hij had ambitie om in het voetbal milieu te blijven en daarom startte hij onmiddellijk als trainer bij Alquerias B.  Tijdens het seizoen 2014-2015 kwam hij bij de jeugdopleiding van Lille OSC terecht.  In seizoen 2016-2017 ging Cygan aan de slag als hulptrainer in België, bij KSV Roeselare.
Vanaf 23 oktober 2018 werd hij trainer bij Kilbirnie Ladeside FC.  Deze ploeg speelt op het hoogste niveau van het niet professioneel voetbal bij Scottish Junior Football Association.

### Familie
Hij is tevens de oudere broer van profvoetballer Thierry Cygan.